# Église Saint-Vaast de Ribemont-sur-Ancre
L'église Saint-Vaast de Ribemont-sur-Ancre est une église catholique située à Ribemont-sur-Ancre, dans le département de la Somme, à l'est d'Amiens.

## Historique
Il semblerait que l'église actuelle de Ribemont-sur-Ancre ait été construite au XVIIe siècle après les invasions espagnoles qui ravagèrent la région. La date de 1642 a été gravée sur l'un des contreforts du clocher. Une sacristie en brique a été construite dans le prolongement du chœur, en 1886.

## Caractéristiques

### Extérieur
L'église de Ribemont a été reconstruite en pierre, selon un plan basilical traditionnel sans transept. Les contreforts soutenant les murs de l'église sont tantôt en brique, tantôt en pierre. En brique, les fenêtres sont de forme ogivale.
La massive tour-clocher précède la nef et donne accès au sanctuaire. Sur le mur sud du clocher, se trouvent quatre pierres sculptées très abîmées. On devine la représentation du tétramorphe : de haut en bas et de gauche à droite : l'ange de Matthieu, l'aigle de Jean, le  taureau de Luc et beaucoup moins lisible le lion de Marc. Sur l'un des contreforts du clocher a été sculpté en 1642, le blason du seigneur du lieu, Louis de Pisseleu, châtelain d'Heilly. Bien que très abîmé lui aussi, on devine le blasonnement, d'argent à trois lions (lionceaux) de gueules.

### Intérieur
L'église conserve un certain nombre d'objets protégés en tant que monuments historiques :
- des fonts baptismaux en pierre du XVIIe siècle[4] ;
- un tabernacle en bois bruni et doré du XVIIIe siècle[5] ;
- une statue de la Vierge en bois du XVIIe siècle[6] ;
- une statue d'évêque du XVIIIe siècle en bois peint[7] ;
- une statue de saint Roch du XIXe siècle, en bois peint[8].

Sur l'antependium du maître-autel, figure en bas relief, une Mise au tombeau où sont représentés outre la dépouille du Christ, Joseph d'Arimathie, Nicodème, la Vierge, l'apôtre Jean et les saintes femmes.

## Photos

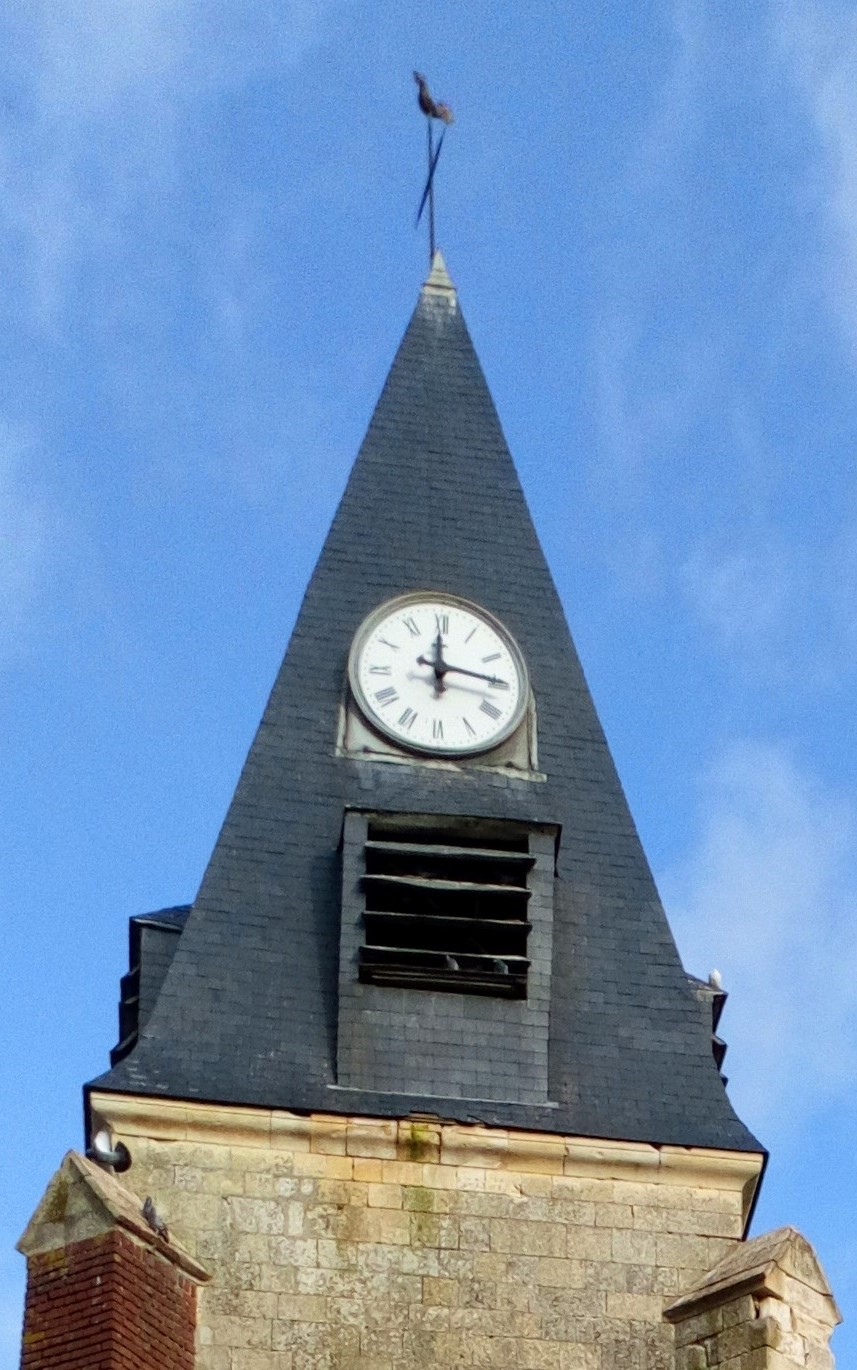
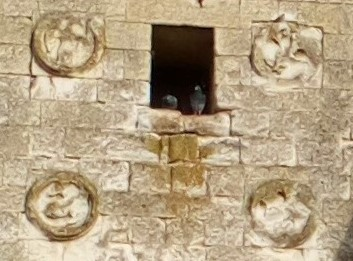
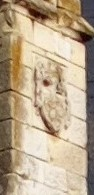